# Tenuiballus
Genre
Tenuiballus est un genre d'araignées aranéomorphes de la famille des Salticidae.

## Distribution
Les espèces de ce genre sont endémiques d'Afrique du Sud.

## Liste des espèces
Selon World Spider Catalog (version 21.5, 07/01/2021) :
- Tenuiballus coronatus Azarkina & Haddad, 2020
- Tenuiballus minor Azarkina & Haddad, 2020

## Publication originale
- Azarkina & Haddad, 2020 : « Partial revision of the Afrotropical Ballini, with the description of seven new genera (Araneae: Salticidae). » Zootaxa, no 4899(1), p. 15-92.